# Korésia
Korésia (ou Koressia ou Koressos) est une cité grecque antique de l'île de Kéa. Son acropole est située au-dessus du principal port actuel de l'île, qui a pris son nom en 1922. 

## Âges obscurs et époque archaïque
La cité est fondée au XIIe siècle av. J.-C. par les Ioniens.
À l'instar des trois autres cités de l'île, Korésia passe sous la domination d'Érétrie au VIIIe siècle av. J.-C.

## Époque classique
Korésia, au nord-ouest de l'île de Kéos, forme avec les cités de Poiessa, Karthaia et Ioulis la Tetrapolis de l'île de Kéos.
La cité de Korésia est connue grâce à une inscription de 300 av. J.-C. et une prospection archéologique réalisée dans les années 1983-1984. L'inscription est un recensement militaire qui permet d'évaluer la population de Korésia à la fin du IVe siècle entre 1 000 et 1 300 habitants.
La cité était constituée d'une ville entourée de quelques fermes isolées, et d'un village. 
Mogens H. Hansen évalue que 60 à 90 % de la population vivait à l'intérieur des remparts sur une superficie de 0,06 à 0,08 km2.

## Époque hellénistique
Au IIIe siècle, les royaumes hellénistiques de Macédoine et d’Égypte lagide se disputent l'influence en mer Égée. À cette occasion, la cité de Korésia, alors que l'île de Kéos devient une des principales possessions lagide en mer Égée, voit son nom changer pour prendre le nom d'un souverain protecteur (processus de métonomasie). Elle est alors citée par Polybe sous le nom d'Arsinoé, du nom des reines Arsinoé II (reine d’Égypte de 275 à 268) épouse et sœur de Ptolémée Philadelephe et d’Arsinoé III (reine de 220 à 204), épouse et également sœur du petit-fils de ce dernier.
Vers 200 av. J.-C., Korésia est absorbée par la cité voisine de Karthaia.